# Anglès (Tarn)
Anglès é uma comuna francesa na região administrativa da Occitânia, no departamento de Tarn. Estende-se por uma área de 85.62 km², e possui 505 habitantes, segundo o censo de 2018, com uma densidade de 5.9 hab/km².